# 오타기리 미치하루
오타기리 미치하루(일본어: 小田切 道治, 1978년 9월 2일 ~ )는 일본의 전 축구 선수이다.

## 구단 경력
1997년 J1리그의 교토 퍼플 상가에 입단하였다. 1999년 J2리그의 방포레 고후로 이적했다. 2000년부터 2003년까지 일본 풋볼 리그의 잣코에서 뛰었다. 2004년 YKK AP(카탈레 도야마)로 이적했다. 2009년 J2리그로 승격하였다. 2009년후 현역 은퇴.

## 지도자 경력
2022년부터 2025년까지 카탈레 도야마에서 감독을 맡았다.